# اوا کرین
اوا کرین (انگلیسی: Eva Crane؛ ۱۲ ژوئن ۱۹۱۲ – ۶ سپتامبر ۲۰۰۷) با نام تولد اِتل اِوا ویدوسون پژوهشگر و نویسنده در زمینه زنبورها و زنبورداری بود. او که در فرمول‌بندی ریاضی مکانیک کوانتم آموزش دیده بود، حوزه علاقه خود را به زنبورها تغییر داد و دهه‌ها به پژوهش دربارهٔ زنبورها پرداخت، به بیش از ۶۰ کشور، اغلب در شرایط چالش‌برانگیزسفر کرد.

## اوایل زندگی
اوا کرین با نام اِتل اِوا ویدوسون در ۱۲ ژوئن ۱۹۱۲ در دالویچ لندن از هری و رُز (با نام خانوادگی اصلی اِلفیک) ویدوسون متولد شد. پدرش، توماس هنری (معروف به هری)، اهل گرانثام در لینکولن‌شایر بود و به عنوان دستیار بقال به بترسی نقل مکان کرد و در نهایت صاحب یک کسب‌وکار لوازم التحریر شد، در حالی که مادرش رُز که اصالتاً از دورکینگ بود، به عنوان خیاط کار می‌کرد. خواهر بزرگترش اِلسای ویدوسون که پنج سال از او بزرگتر بود، به یکی از تأثیرگذارترین متخصصان تغذیه قرن بیستم تبدیل شد. خانواده آنها از برادران پلیموث بودند.

## تحصیلات و حرفه
اوا و اِلسای در مدرسه دستور زبان دخترانه سیدنهام تحصیل کردند و هر دو برنده جوایز و بورسیه شدند. اوا در کالج کینگز لندن تحصیل کرد، جایی که یکی از تنها دو زنی بود که در آن زمان ریاضیات را در دانشگاه لندن مطالعه می‌کردند. او مدرک کارشناسی خود را در دو سال تکمیل کرد، سپس مدرک کارشناسی ارشد در مکانیک کوانتومی گرفت.
اوا در سال ۱۹۴۱ مدرک دکترای خود را در فیزیک هسته‌ای دریافت کرد. او به عنوان مدرس فیزیک در دانشگاه شفیلد مشغول به کار شد. در سال ۱۹۴۲ با جیمز کرین (درگذشته ۱۹۷۸)، یک کارگزار بورس که در ذخیره داوطلبانه نیروی دریایی سلطنتی خدمت می‌کرد، ازدواج کرد.

### زنبورها
علاقه او به زنبورها زمانی آغاز شد که او و همسرش یک کندوی زنبور عسل به عنوان هدیه عروسی دریافت کردند؛ اهداکننده امیدوار بود که این هدیه به تأمین جیره قند آنها در دوران جنگ کمک کند. او به عضویت انجمن زنبورداران بریتانیا درآمد و به سرعت به عنوان دبیر کمیته تحقیقاتی آن انتخاب شد. در سال ۱۹۴۹ او انجمن تحقیقات زنبور عسل را تأسیس کرد که بعدها به انجمن بین‌المللی تحقیقات زنبور عسل تبدیل شد.
کرین بیش از ۱۸۰ مقاله، نوشته و کتاب منتشر کرد، بسیاری از آنها زمانی که در دهه ۷۰ و ۸۰ زندگی خود بود. کتاب «عسل: یک بررسی جامع» (۱۹۷۵) که او چندین فصل مهم در آن نوشته و ویرایش کرده بود، به این دلیل به وجود آمد که او به ناشر (هاینمَن پرس) گفت که کتابی در این موضوع به شدت مورد نیاز است. اگرچه این کتاب اکنون دیگر چاپ نمی‌شود، اما همچنان مهم‌ترین مرور در این موضوع محسوب می‌شود. کتاب «کتاب عسل» (۱۹۸۰) و «باستان‌شناسی زنبورداری» (۱۹۸۳) منعکس‌کننده علایق قوی او در تغذیه و گذشته باستانی زنبورداری بودند.
دو کتاب مفصل او، «زنبورها و زنبورداری: علم، عمل و منابع جهانی» (۱۹۹۰؛ ۶۱۴ صفحه) و «تاریخ جهانی زنبورداری و شکار عسل» (۱۹۹۹؛ ۶۸۲ صفحه) در دنیای زنبورداری به عنوان آثار اساسی شناخته می‌شوند. کرین علاوه بر نوشتن کتاب‌ها و مقالات متعدد، به ایجاد یک کتابخانه زنبورداری کمک کرد که شامل کتاب‌های بسیاری دربارهٔ زنبورها و زنبورداری بود، و مجله کوچک «جهان زنبور» را که در سال ۱۹۱۹ توسط احمد زکی ابو شادی تأسیس شده بود، به یک مجله علمی معروف تبدیل کرد.
نیویورک تایمز گزارش داد که «دکتر کرین برخی از مهم‌ترین کتاب‌ها دربارهٔ زنبورها و زنبورداری را نوشته است» و اشاره کرد که «خواهر بزرگترش، اِلسای ویدوسون، که او هم هرگز بازنشسته نشد، به انقلابی در زمینه تغذیه کمک کرد و انرژی مشابهی را در تعقیب فک‌ها بر روی یخ‌شناورها برای مطالعه عادات غذایی آنها نشان داد.» اوا کرین در سن ۹۵ سالگی در اسلای، بریتانیا درگذشت.